# Astor Library

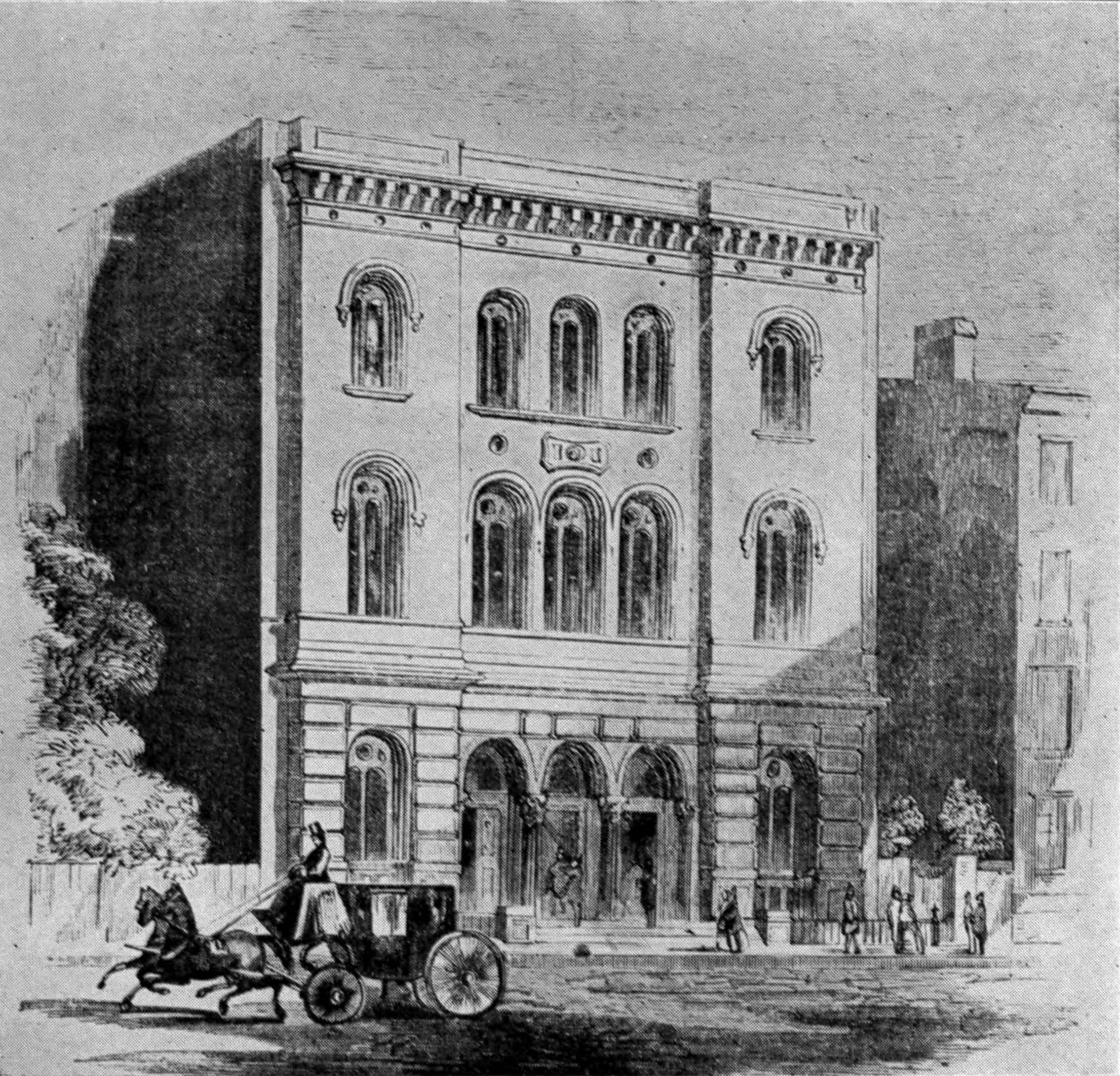
De Astor Library vlak na de opening in 1854

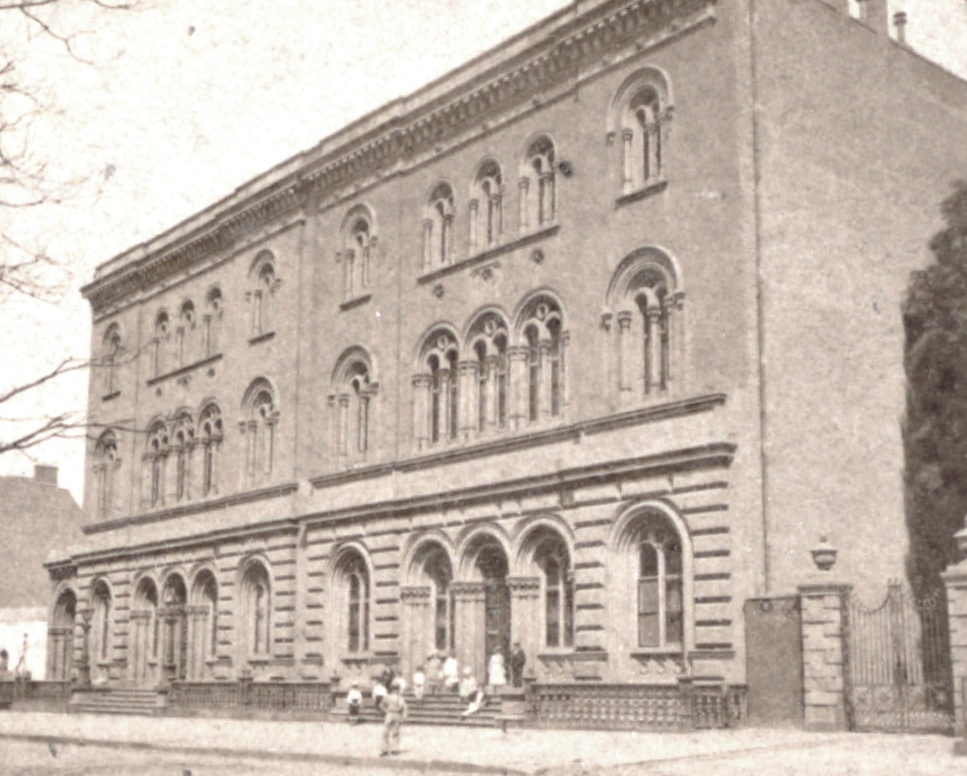
De Astor Library na de eerste verbouwing (afbeelding uit de collectie van Robert N. Dennis)

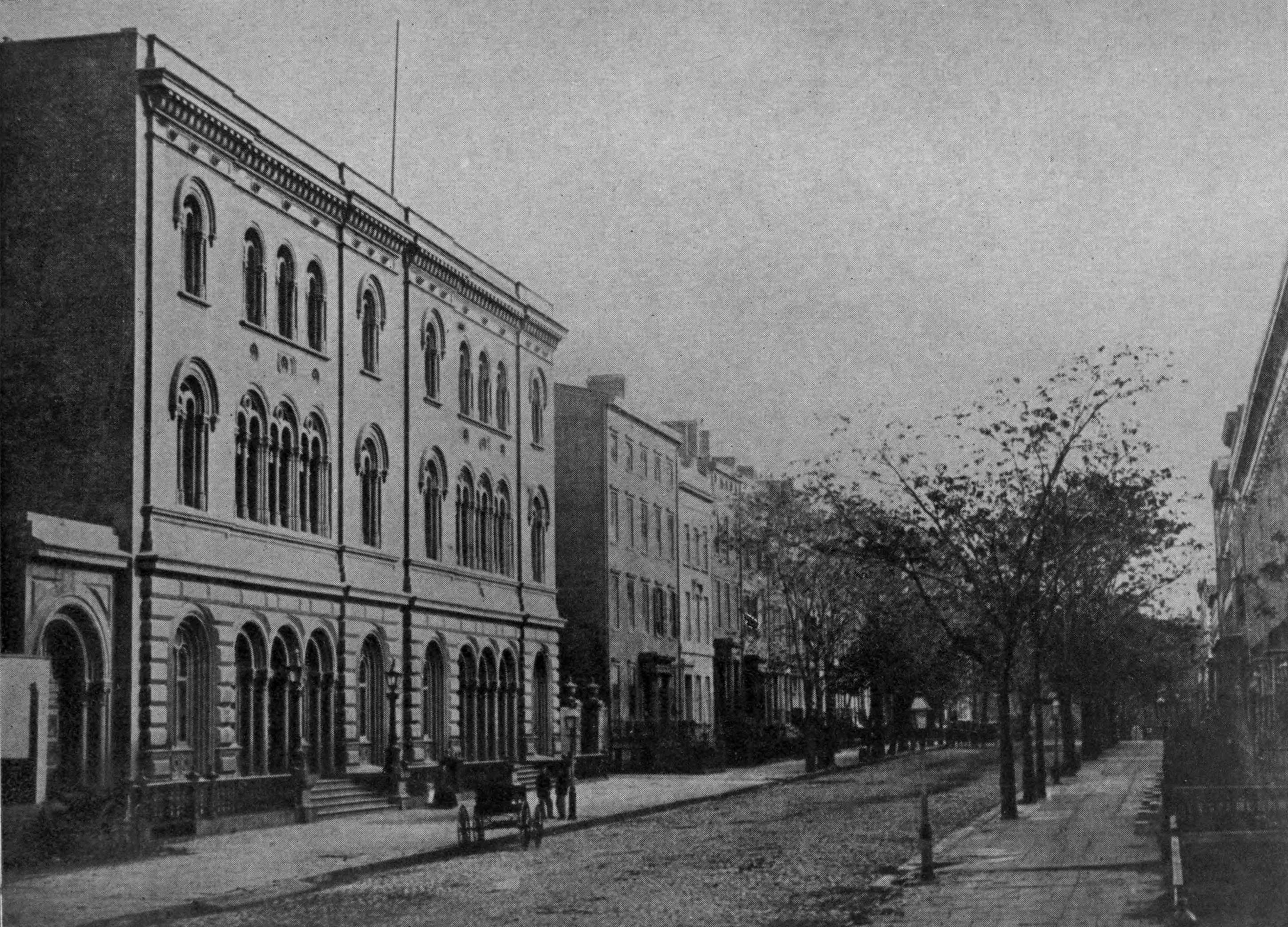
De Astor Library rond 1870

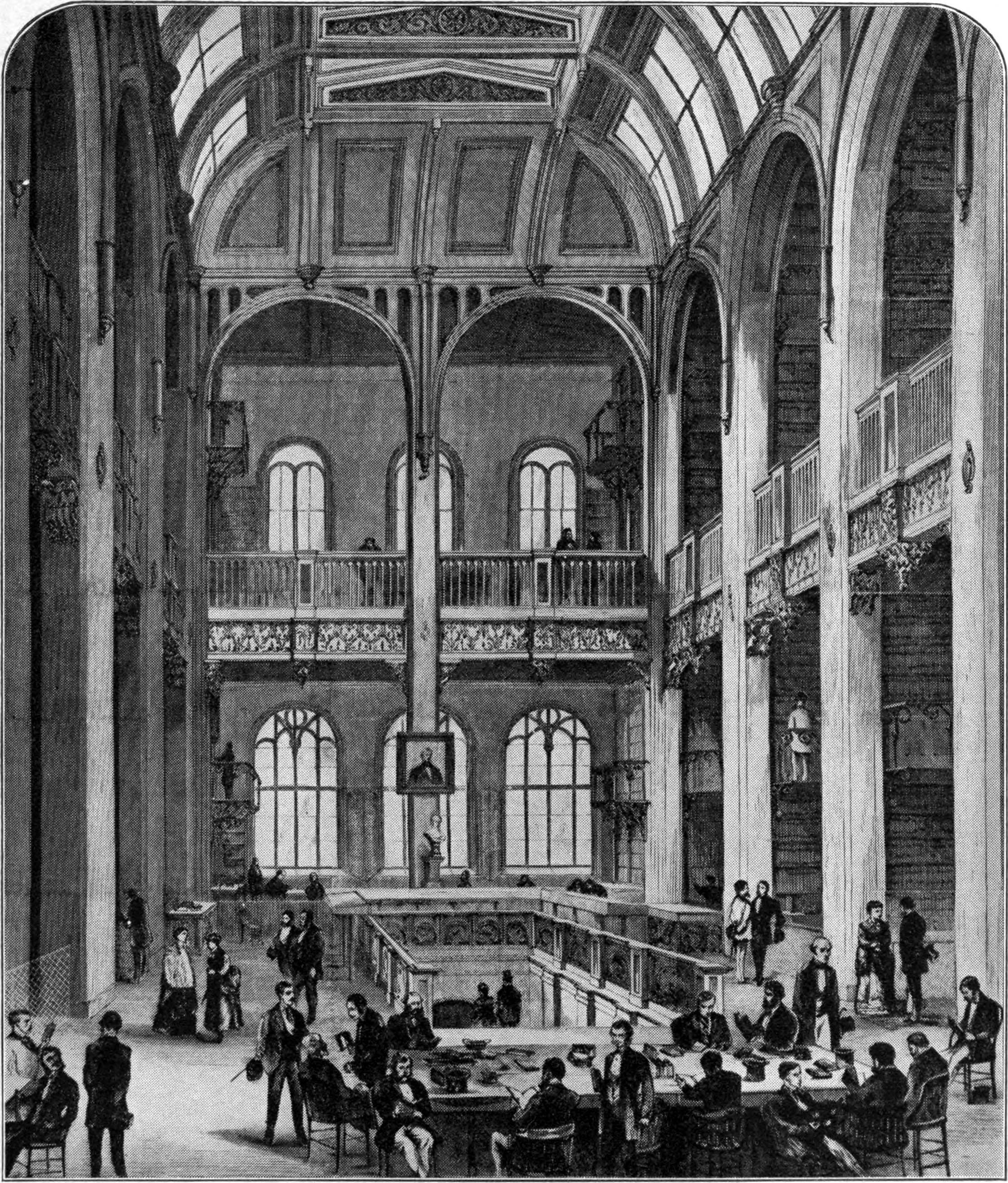
Zuidelijke leeshal van de bibliotheek (rond 1875)

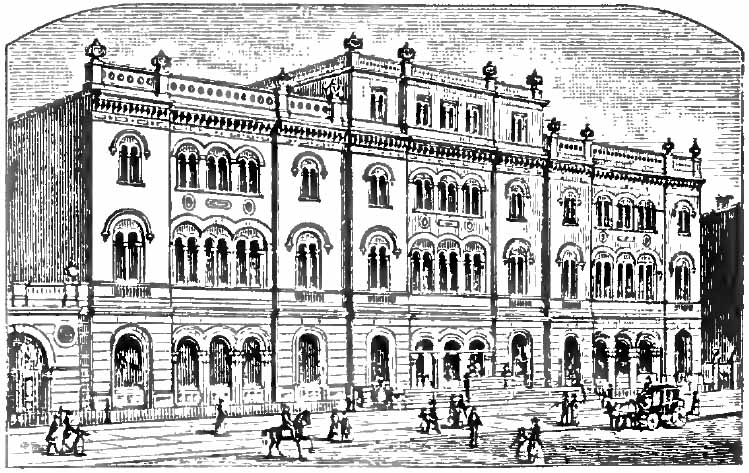
De bibliotheek na de tweede verbouwing

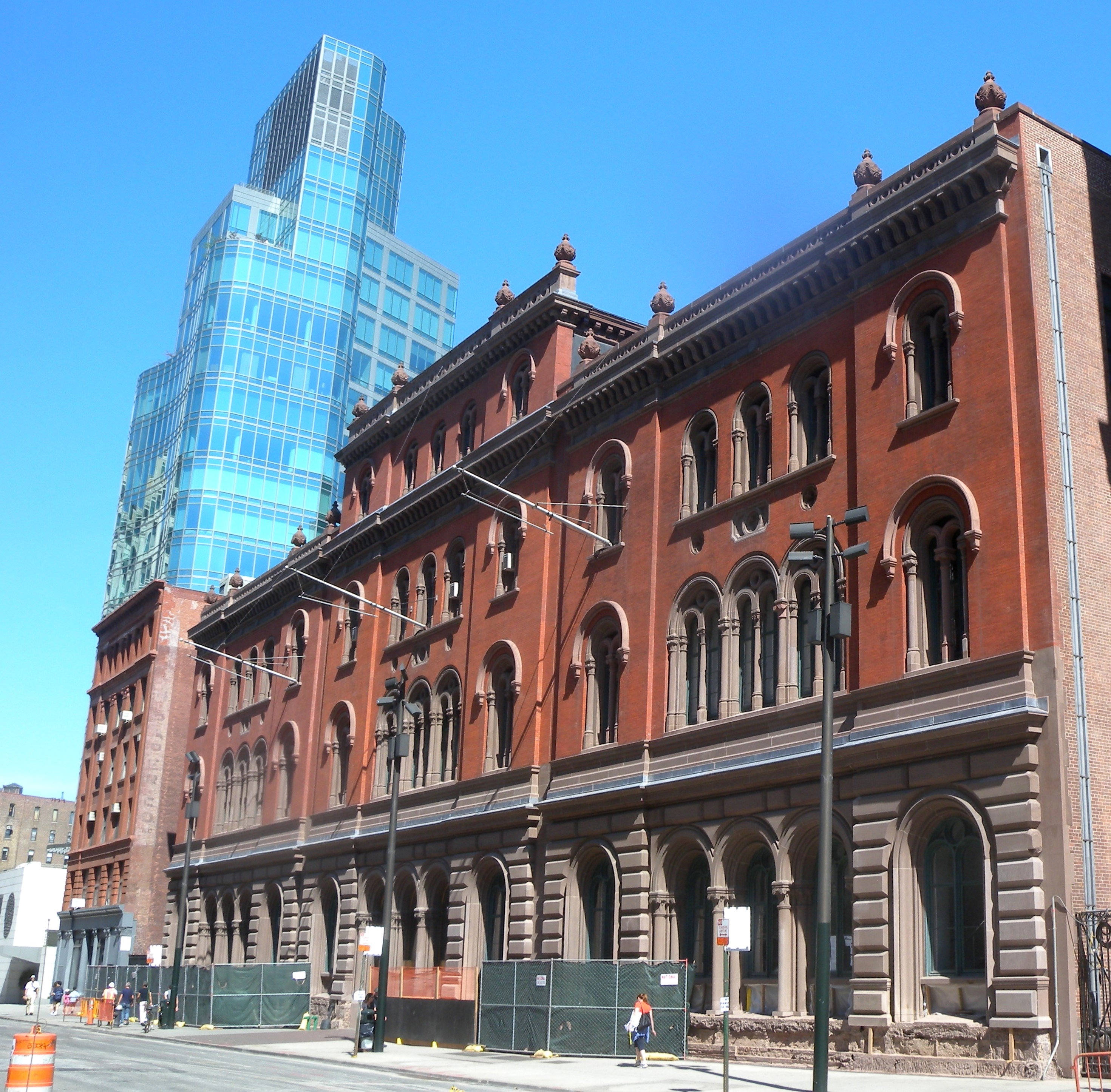
De voormalige Astor Library, heden ten dage een theater

De Astor Library was een openbare bibliotheek aan de Lafayette Street 425 (ten tijde van de bouw Lafayette Place geheten) in New York, die in 1854 werd opgericht dankzij de samenwerking tussen de multimiljonair en financier John Jacob Astor en de boekenliefhebber, bibliothecaris en docent Joseph Cogswell. In 1895 ging deze bibliotheek op in de New York Public Library.

## Financiering
De bibliotheek kon gerealiseerd worden door de nalatenschap van de vermogende ondernemer (bonthandelaar) John Jacob Astor. Astor was de eerste multimiljonair van Amerika. Hij had samen met Joseph Cogswell (een boekenliefhebber, bibliograaf, bibliothecaris en docent) al in 1838 de afspraak gemaakt, dat na Astor's dood vanuit diens erfenis een bedrag van $400.000 beschikbaar zou komen voor het realiseren van een openbare onderzoeksbibliotheek. Astor was in 1848, het jaar waarin hij overleed, de rijkste man van Amerika. De deuren van de bibliotheek openden zes jaar later, in 1854.

## Bouw
Er was in de afspraak over Astors testament en de plannen met betrekking tot de bibliotheek een bedrag van $400.000 gereserveerd, waaronder $120.000 voor boeken en $72.000 voor het gebouw zelf. De aanvankelijke raad van trustees (vertrouwenspersonen, bestuursleden) werd gevormd door Washington Irving, William B. Astor (zoon van John Jacob Astor), Daniel Lord Junior, James G. King, Joseph Cogswell, Fitz-Greene Halleck (een dichter in dienst van Astor sinds 1832), Henry Brevoort junior (de vader van James Carson Brevoort die later een rol zou spelen bij het kaartensysteem van de bibliotheek), Samuel B. Ruggles en Samuel Ward junior. Ook de burgemeester van New York en de gouverneur van de staat New York hadden zitting in dit bestuur. In 1842 werd ook Charles Astor Bristed aan de raad toegevoegd.
Er werd een Duits architect (Alexander Saeltzer) gecontracteerd om het gebouw te realiseren. Het werd een gebouw dat opgetrokken werd in de in die dagen in Duitsland populaire neoromaanse bogenstijl. De bouwgrond aan de Lafayette Place was al in eigendom van Astor zelf en werd ook geschonken als onderdeel van het testament. Het gebouw moest geschikt zijn om na opening ten minste circa 100.000 boeken te kunnen herbergen. Daarnaast moest er genoeg plaats over zijn om ook jaarlijkse toevoegingen aan de collectie te kunnen huisvesten. Het gebouw moest ook zo geconstrueerd zijn dat de risico's van brand zoveel mogelijk werden uitgesloten. De aannemers Peter J. Bogert en James Harriot kregen op 2 januari 1850 de bouw toegewezen en de eerste steen werd op 14 maart 1850 gelegd. Het gebouw kwam gereed in de zomer van 1853.
De bouw kostte uiteindelijk iets meer dan de geplande $72.000, omdat er voor sommige boogconstructies en voor verwarming en ventilatie extra kosten moesten worden gemaakt.

## Eerste jaren
Het gebouw ging open op 9 januari 1854 en was dagelijks open voor publiek tussen 10.00 en 17.00, behalve op zon- en feestdagen. In januari van dat eerste jaar waren er nog geen boeken beschikbaar. Wel konden de bezoekers het gebouw van binnen bewonderen. Vanaf 1 februari 1854 waren de eerste boeken aanwezig. Men kon er geen boeken meenemen (lenen), maar wel ter plekke raadplegen. Iedereen van 14 jaar en ouder werd er toegelaten.
De aanvankelijke collectie van 100.000 boeken bevatte veel uitgaven die over de Amerikaanse geschiedenis handelden. Verder waren er boeken over talen en linguïstiek (deels ook oosterse talen) en over natuurwetenschappelijke onderwerpen. Cogswell (van de raad van trustees) maakte reizen door Europa en kocht daar ook veel boeken in. Er was toentertijd nog geen bibliotheek die zich met deze kon meten.
Omdat de bibliotheek gratis toegankelijk was voor zowel Amerikanen als buitenlanders waren ook veel Europese regeringen bereid om werken te schenken aan de collectie. Ook van de Amerikaanse overheid en vanuit particuliere initiatieven kwamen schenkingen aan de bibliotheek.
Aanvankelijk was er geen gedrukte catalogus. De collectie werd geclassificeerd volgens de methode Manuel du Libraire van de Fransman Jacques Charles Brunet. Er kwamen in het eerste jaar dagelijks zo'n 30 tot 150 bezoekers. Soms werd de bibliotheek overspoeld door groepen schooljeugd, vandaar dat - op aanbeveling van Cogswell - de minimumleeftijd naar 16 jaar werd verhoogd. De catalogisering en classificering van de boeken was een probleem dat voortdurend aandacht verdiende. Cogswell rapporteerde in 1855 dat de catalogisering was voltooid. De bibliotheek kende toen 14 afdelingen die elk een eigen catalogus hadden. De catalogi waren alfabetisch gerangschikt en verschenen tussen 1857 en 1861 in vier delen in druk. In 1866 werd hierbij een supplement gemaakt. De aanvankelijke catalogi besloegen 115.000 boeken, het supplement van 1866 bevatte de acquisities en telde nog eens 15.000 boeken.

## Eerste uitbreiding
In 1855 ontving de bibliotheek van William B. Astor (de zoon van John Jacob Astor) een donatie in de vorm van land, zodat er kon worden uitgebreid. Griffith Thomas was verantwoordelijk voor het ontwerp van deze uitbreiding. Het nieuwe gebouw werd op 1 september 1859 geopend. W.B. Astor doneerde ook aanzienlijke bedragen zodat het gebouw en de collectie verder konden worden onderhouden.

## Nieuwe periode
In 1868 brak een nieuwe periode van de bibliotheek aan. Bijna alle bij de stichting oorspronkelijk betrokkenen waren inmiddels overleden. De bibliotheek met zijn uitgebreide collectie was inmiddels in de gehele Verenigde Staten een begrip geworden. Het was inmiddels uitgegroeid tot een belangrijk en toonaangevend instituut, ook voor onderzoekers. Wel was er kritiek op het feit dat de boeken niet uitgeleend werden, hetgeen resulteerde in beschadiging van sommige boeken, omdat bezoekers er soms pagina's uitscheurden en meenamen.
In 1876 werd onder supervisie van James Carson Brevoort, die toen hoofdverantwoordelijke was, begonnen met de aanleg van een kaartsysteem.

## Tweede uitbreiding
In 1878 gaf de overheid een groot aantal van haar archieven in bewaring bij de bibliotheek. In 1879 bezat de bibliotheek 189.114 boeken waardoor er plaatsgebrek dreigde. Door een donatie van de kleinzoon van John Jacob Astor kon er aan de noordkant van het bestaande gebouw wederom worden uitgebreid. Deze tweede uitbreiding vond plaats onder leiding van architect Thomas Stent en werd geheel in stijl met de originele neoromaane stijl van de bestaande delen gerealiseerd. In 1881 werd deze tweede uitbreiding - na vier maanden van aan- en verbouwing - opengesteld. Er volgden vele donaties uit andere landen, waaronder Japan, India, Nieuw-Zeeland, Canada, Engeland, Italië, Frankrijk en Pruisen.
In 1882 was de helft van de collectie nog niet goed in de catalogi beschreven, behalve enige korte aanvullingen die in de originele catalogus van Cogswell en in het kaartsysteem van Brevoort waren bijgeschreven. Er werd derhalve besloten om een nieuwe catalogus te maken, een taak die werd toevertrouwd aan Charles Alexander Nelson, die afgestudeerd was aan Harvard en een ruime ervaring in de boekhandel in Boston had verworven. Deze nieuwe catalogus besloeg alle boeken tot 1880. Het kaartsysteem van Brevoort vormde ook een probleem, omdat er twee verschillende sets met kaarten waren: een voor publieke doeleinden en een duplicaat voor de bibliotheek zelf. Men besloot in 1880 een deel van het oude kaartsysteem te vernietigen en met een moderner catalogus- en kaartsysteem verder te gaan. Na 1880 werden er drie kaartencatalogi gebruikt: ten eerste een officieel bulletin op grote kaarten voor werken die na 1880 waren aangekocht (voornamelijk op schrijver gesorteerd), ten tweede de openbare kleinere kaartencatalogus (op auteur en onderwerp) en ten derde de officiële kleine kaartencatalogus, die meer leek op een woordenboek van schrijvers en onderwerpen.

## Nadagen
De laatste periode van de bibliotheek startte met de dood van John Jacob Astor III (de kleinzoon van John Jacob Astor) in 1890, die ook fors doneerde aan de bibliotheek. Hij liet ook 400 duizend dollar na aan het instituut. In de jaren tussen 1880 en 1895 was het aantal boeken tot 294.325 opgelopen en het aantal bezoekers was in 1895 zo'n 70.000 per jaar.
In 1895 vond een fusie plaats met de Lenox Library en de Tilden Foundation. De nieuwe bibliotheek die zo ontstond werd de New York Public Library. De NYPL verhuisde in 1911 en het oude gebouw werd in 1920 gekocht door de Hebrew Immigrant Aid Society.
In 1965 dreigde het gebouw gesloopt te worden, maar het overleefde de sloopplannen en werd een theater. Datzelfde jaar werd het benoemd tot een van de officiële landmarks (monumenten) van de stad New York.